# Gagea olgae
Gagea olgae är en liljeväxtart som beskrevs av Eduard August von Regel. Gagea olgae ingår i Vårlökssläktet och i familjen liljeväxter. Inga underarter finns listade.